# Vincent Bessat
Vincent Bessat, né le 8 novembre 1985 à Lyon 3e, est un footballeur français.

## Biographie

### Recalé à Toulouse, révélé à Louhans-Cuiseaux
Natif de Lyon, Vincent Bessat effectue un essai à l'Olympique Lyonnais durant ses jeunes années, mais cette détection n'est pas concluante et les portes du centre de formation du club du Rhône lui sont donc fermées. Il rejoint par conséquent le centre de formation du Toulouse Football Club, mais il ne joue cependant jamais avec l'équipe première. Habitué de la réserve, qui évolue en CFA, il n'est pas conservé et signe ensuite pour le CS Louhans-Cuiseaux, club de Saône-et-Loire qui vient de monter en championnat National. 
Pour sa première saison avec la formation bressane, il gagne son statut de titulaire comme latéral gauche bien qu'il puisse aussi jouer milieu défensif, voire milieu offensif. L'année suivante, il réalise une saison pleine en participant à tous les matches de championnat et marque six buts, dont 4 décisifs dans la victoire des siens (face au Paris FC, à Châtellerault, à Toulon puis de nouveau Châtellerault).
Désiré par des clubs plus huppés[réf. nécessaire], Vincent Bessat quitte la Bresse au bout de ces deux saisons.

### Découverte de la Ligue 1 avec le FC Metz
Après des débuts réussis, l'AJ Auxerre formule une demande de transfert mais Bessat décide de s'engager en faveur du FC Metz pour la saison 2007-2008, tout récent champion de France de Ligue 2. Le lyonnais d'origine fait ses débuts sur les pelouses de Ligue 1 le 4 août 2007 au Stade Léon-Bollée du Mans, en remplaçant Pascal Delhommeau à la 87e minute. Une semaine plus tard, il est titulaire face au Lille OSC.
Alors qu'il gagnait son statut de titulaire après de bons matches à Marseille en Coupe de la Ligue et à Toulouse en Championnat, il est victime d'une grosse entorse à la cheville droite le samedi 24 novembre au Stade Vélodrome. Cette blessure le contraint à s'éloigner des pelouses de L1 durant plusieurs semaines, mais le jeune milieu de terrain fait son retour le 15 décembre contre le FC Sochaux.
Alors que le nouvel entraîneur Yvon Pouliquen peine à lui accorder sa confiance depuis sa nomination à la tête du FC Metz, Vincent Bessat réalise de bonnes prestations au mois de mars. Après avoir offert le but de la victoire messine à Strasbourg, le néo-messin inscrit son tout premier but sous ses nouvelles couleurs la semaine suivante à l'occasion d'un huitième de finale de Coupe de France à Lorient, qui offre la victoire aux Mosellans. Sur sa lancée, il marque son premier but en Ligue 1 à Nancy, d'une frappe croisée du pied gauche imparable. Lors de l'ultime journée du championnat, il inscrit le but de la victoire face au Mans pour finir une belle saison. En fin de saison, le FC Metz est relégué en Ligue 2, terminant lanterne rouge du championnat.

### Les saisons en Ligue 2
Blessé au dos, Bessat manque la reprise du championnat de Ligue 2 de la saison 2008-2009 et doit patienter jusqu'au 24 septembre pour faire son retour sur les pelouses à l'occasion d'un deuxième tour de Coupe de la Ligue contre Troyes. Il remplace Laurent Agouazi en début de seconde période, lui aussi blessé. Trois jours plus tard, il est titulaire à Dijon pour un succès du club lorrain 1-0.
À nouveau de retour de blessure le 16 janvier 2009, il réalise son premier doublé en professionnel tout en délivrant une passe décisive. Une semaine plus tard, il confirme en marquant le premier but du club messin face à Ajaccio. À Sedan, il délivre sa quatrième passe décisive de la saison avant de se blesser à nouveau. Finalement, sa deuxième saison sous le maillot messin est une nouvelle fois tronquée en raison de problèmes physiques subis régulièrement. Pour dix-huit matchs joués en Ligue 2, Bessat marque trois fois et donne cinq passes décisives. Le club lorrain échoue dans la course à la montée en terminant cinquième après une mauvaise fin de saison.
Bessat honore sa dernière année de contrat à l'aube de la saison 2009-2010. Il est titulaire dès le premier match de la saison en Coupe de la Ligue face à Bastia. Lors de la première journée de championnat, il est expulsé contre Vannes, et laisse ses coéquipiers perdre en Bretagne (défaite 3-0). Suspendu lors de la 2e journée contre Istres, il revient quatre jours plus tard à Brest, mais ne rentre qu'en fin de rencontre. Même chose contre Bastia une semaine plus tard (victoire messine 1-0), où c'est le jeune Jérémy Pied qui débute sur le côté gauche. En ce début de saison Bessat est relégué sur le banc. Il marque son premier but de la saison à l'occasion du 7e tour de la Coupe de France contre Jura Sud Dôlois. À Istres, il réussit un doublé en championnat, puis est élu homme du match contre Brest une semaine plus tard. Contre Caen, Bessat marque le but de l'égalisation messine d'une reprise de volée. L'arrivée de l'ancien joueur de l'équipe de France Sylvain Wiltord le relègue sur le banc de touche pour la réception dû Nîmes Olympique.

### Saison mitigée à Boulogne-sur-Mer
En fin de contrat au FC Metz, il s'engage avec l'US Boulogne, fraichement relégué de Ligue 1. Bessat fait sa première apparition sous ses nouvelles couleurs le 6 août 2010 contre Clermont Foot (match nul 1-1). C'est face à cette même équipe qu'il marque son premier but le 24 août 2010 pour un deuxième tour de Coupe de la Ligue. Il attend par contre la 35e journée et un déplacement du côté d'Istres pour marquer son premier but en championnat. Son bilan dans le Nord est mitigé. Il y aura joué trente rencontres de championnats et marqué deux buts toutes compétitions confondues. Boulogne/Mer ne remonte pas en Ligue 1 à l'issue de cette saison.
Le nouvel entraineur Michel Estevan ne comptant pas sur lui, il quitte le club à l'issue de cette saison.

### Un nouveau challenge au FC Nantes
Après une seule saison passée sous les couleurs de l'US Boulogne, Bessat s'engage avec le FC Nantes, club huit fois titré champion de France qui aspire à retrouver l'élite. "Si on descend, j'arrête ma carrière", déclare-il à son arrivée en Loire-Atlantique. Au départ, il avait la volonté de s'exiler à l'étranger et avait des contacts en Suisse, en Allemagne ou encore en Hongrie, mais le discours du coach Landry Chauvin l'a convaincu. Il dispute son premier match officiel sous ses nouvelles couleurs le 22 juillet à Reims pour un premier tour de Coupe de la Ligue. Il est titularisé et remplacé à un quart-d'heure de la fin de la partie.
Le 20 janvier 2015, il marque un triplé, le premier de sa carrière, face à l'Olympique lyonnais en Coupe de France, envoyant le club en huitièmes de finale. Lors de la 29e journée, à la suite des absences d'Alhadhur et de Veigneau, il est essayé avec succès au poste d'arrière gauche face à Evian. L'expérience est ainsi reconduite lors de la 30e journée puis lors de la suite du championnat.

### En route pour la Normandie
Le 28 mai 2015, il annonce son départ après 4 ans passés au FC Nantes, des intérêts de Charlton (D2 anglaise) et du SM Caen sont alors évoqués. Le 10 juin 2015, il s'engage officiellement pour 3 saisons au SM Caen. Il marque son premier but sous les couleurs Malherbistes à Troyes (victoire 1-3). Il joue en tant qu'ailier gauche durant la première partie de saison avant que Patrice Garande ne décide de le descendre latéral gauche pour la fin de saison, comme lors de la fin de son aventure avec Nantes. Il conclut son premier exercice normand avec 35 apparitions (32 titularisations) en Ligue 1 pour une passe décisive et un but.
Il débute de nouveau la saison 2016-2017 dans le couloir gauche, notamment à cause des blessures régulières d'Emmanuel Imorou. Lorsque Garande décide de passer à une défense à cinq, il y est utilisé comme piston gauche. Au terme de la saison, en 37 apparitions (31 titularisations), il compte 6 passes décisives délivrées en championnat à son actif. Malgré ces deux saisons pleines, sa place est contestée pour l'exercice 2017-2018. En défense, le renfort d'Adama Mbengue lui rend sa position au milieu de terrain avant que l'arrivée de Jan Repas ne le sorte du onze mi-septembre. Les ennuis s'accumulent alors, mi-octobre, son entraîneur annonce qu'il souffre d'une surcharge au mollet, le privant de compétition pour plusieurs semaines. Revenu à la compétition le 19 novembre et entré en jeu face à Nice (13e journée, 1-1), il quitte prématurément ses coéquipiers lors de la réception de Bordeaux (14e journée, victoire 1-0) la semaine suivante, toujours gêné par ses mollets.
En fin de contrat à Caen, il s'engage pour une saison avec le club chypriote de l'Anorthosis Famagouste FC. Vincent-Bessat signera ensuite de façon éphémère à l'Apollon Limassol.

### Reconversion
Libéré de sa deuxième année de contrat à Limassol, il décide de suivre une formation en gestion du patrimoine. Ne s'imaginant pas exercer dans le milieu du football, son ancien agent, Ismaël Lambin, le convainc finalement de fonder la société LB Sports Management qui propose un accompagnement général dans tous les domaines aux joueurs qui en ressentent le besoin.

## Statistiques
| Saison                | Club                  | Championnat           | Championnat | Championnat | Championnat | Coupe nationale | Coupe nationale | Coupe nationale | Coupe de la Ligue | Coupe de la Ligue | Coupe de la Ligue | Total | Total | Total |
| Saison                | Club                  | Division              | M.          | B.          | P.d.        | M.              | B.              | P.d.            | M.                | B.                | P.d.              | M.    | B.    | P.d.  |
| 2005-2006             | CS Louhans-Cuiseaux   | National              | 30          | 0           | -           | 5               | 0               | -               | -                 | -                 | -                 | 35    | 0     | 0     |
| 2006-2007             | CS Louhans-Cuiseaux   | National              | 38          | 6           | -           | 4               | 1               | -               | -                 | -                 | -                 | 42    | 7     | 0     |
| Sous-total            | Sous-total            | Sous-total            | 68          | 6           | -           | 9               | 1               | -               | -                 | -                 | -                 | 77    | 7     | 0     |
| 2007-2008             | FC Metz               | Ligue 1               | 18          | 2           | 1           | 3               | 1               | 0               | 1                 | 0                 | 0                 | 22    | 3     | 1     |
| 2008-2009             | FC Metz               | Ligue 2               | 19          | 3           | 6           | 1               | 0               | 0               | 2                 | 0                 | 0                 | 22    | 3     | 6     |
| 2009-2010             | FC Metz               | Ligue 2               | 36          | 3           | 0           | 2               | 1               | 0               | 4                 | 0                 | 0                 | 42    | 4     | 0     |
| Sous-total            | Sous-total            | Sous-total            | 73          | 8           | 7           | 6               | 2               | 0               | 7                 | 0                 | 0                 | 86    | 10    | 7     |
| 2010-2011             | US Boulogne           | Ligue 2               | 30          | 1           | 1           | 3               | 0               | 0               | 4                 | 1                 | 0                 | 37    | 2     | 1     |
| Sous-total            | Sous-total            | Sous-total            | 30          | 1           | 1           | 3               | 0               | 0               | 4                 | 1                 | 0                 | 37    | 2     | 1     |
| 2011-2012             | FC Nantes             | Ligue 2               | 34          | 3           | 3           | 2               | 1               | 0               | 2                 | 0                 | 0                 | 38    | 4     | 3     |
| 2012-2013             | FC Nantes             | Ligue 2               | 36          | 3           | 4           | 2               | 0               | 0               | 0                 | 0                 | 0                 | 38    | 3     | 4     |
| 2013-2014             | FC Nantes             | Ligue 1               | 30          | 1           | 1           | 1               | 0               | 0               | 4                 | 0                 | 0                 | 35    | 1     | 1     |
| 2014-2015             | FC Nantes             | Ligue 1               | 27          | 0           | 0           | 2               | 3               | 0               | 3                 | 1                 | 0                 | 32    | 4     | 0     |
| Sous-total            | Sous-total            | Sous-total            | 127         | 7           | 8           | 7               | 4               | 0               | 9                 | 1                 | 0                 | 143   | 12    | 8     |
| 2015-2016             | SM Caen               | Ligue 1               | 35          | 1           | 1           | 1               | 0               | 0               | 0                 | 0                 | 0                 | 36    | 1     | 1     |
| 2016-2017             | SM Caen               | Ligue 1               | 37          | 0           | 6           | 1               | 0               | 1               | 1                 | 0                 | 0                 | 39    | 0     | 7     |
| 2017-2018             | SM Caen               | Ligue 1               | 7           | 0           | -           | -               | 0               | -               | -                 | 0                 | 0                 | 7     | 0     | 0     |
| Sous-total            | Sous-total            | Sous-total            | 79          | 1           | 7           | 2               | 0               | 1               | 1                 | 0                 | 0                 | 82    | 1     | 8     |
| Total sur la carrière | Total sur la carrière | Total sur la carrière | 377         | 23          | 23          | 27              | 7               | 1               | 21                | 2                 | 0                 | 425   | 32    | 24    |